# Rada církví Blízkého východu
Rada církví Blízkého východu (též Blízkovýchodní rada církví, angl. Middle East Council of Churches (MECC), arab. مجلس كنائس الشرق الأوسط) je nadnárodní nezisková ekumenická organizace sdružující křesťanské církve v oblasti Blízkého východu. Sídlo Rady se nachází v libanonském Bejrútu.
MECC byla založena roku 1974 v Nikósii. Jejími členskými církvemi byly pravoslavné církve, staré východní církve a protestantské (evangelické) církve; roku 1990 se k nim připojily i katolické církve. V současnosti má MECC 27 církví, které představují asi 14 miliónů blízkovýchodních křesťanů.
MECC je členkou Světové rady církví.